# Lee Jae-young
Lee Jae-young – południowokoreański zapaśnik w stylu klasycznym. Zajął jedenaste miejsce na mistrzostwach świata w 1991. Brązowy medalista mistrzostw Azji w 1991 roku.